# Nguyễn Đăng Mạnh
Nguyễn Đăng Mạnh (18 tháng 3, 1930 – 9 tháng 2, 2018) là nhà giáo, giáo sư văn chương, nhà phê bình văn học Việt Nam.

## Tiểu sử
Nguyễn Đăng Mạnh sinh năm 1930 ở Nam Định, quê quán tại Gia Lâm, Hà Nội. Ông mất vào năm 2018.
Trước đây , ông theo học ở trường Chu Văn An, Hà Nội. Khi Cách mạng tháng Tám nổ ra, trường ông học sơ tán lên tỉnh Phú Thọ, rồi trường bị giải tán. Ông theo học trường trung cấp sư phạm ở Tuyên Quang và bước vào nghề giáo.
Năm 1960, Nguyễn Đăng Mạnh được giữ lại trường Đại học Sư phạm Hà Nội làm cán bộ giảng dạy. Từ đó ông bắt đầu viết nghiên cứu và trở thành nhà nghiên cứu phê bình.
Ông từng làm chủ nhiệm bộ môn Văn học Việt Nam hiện đại, khoa Ngữ văn, trường Đại học Sư phạm Hà Nội.
Nguyễn Đăng Mạnh là chủ biên sách giáo khoa văn học lớp 11 và 12 chương trình cải cách giáo dục 1980–1992.
Về già sống tại Thành phố Hồ Chí Minh. Sau một thời gian lâm bệnh, GS Nguyễn Đăng Mạnh đã từ trần vào chiều ngày 9/2/2018 tại Bệnh viện hữu nghị Việt –Xô Hà Nội, hưởng thọ 88 tuổi.
Nguyễn Đăng Mạnh được coi là nhà nghiên cứu đầu ngành về văn học Việt Nam hiện đại và được phong tặng danh hiệu Nhà giáo Nhân dân.
Ông nổi tiếng gần đây là nhờ quyển hồi ký có viết một vài chi tiết về chủ tịch Hồ Chí Minh (có kể đến cái chết của bà Nông Thị Xuân) và các quan chức trong chính phủ của đảng cộng sản Việt Nam như [Tố Hữu]; cũng viết về những nhà văn, nhà thơ như [Nguyễn Tuân], [Xuân Diệu], vân vân,

## Tác phẩm
Các bài phê bình của Nguyễn Đăng Mạnh chủ yếu nói về các văn bản nghị luận như
- Lịch sử văn học Việt Nam 1930 – 1945 (viết chung, 1973)
- Nhà văn, tư tưởng và phong cách (1979)
- Nhà văn tư tưởng và phong cách (1983)
- Nguyên Hồng và Hải Phòng (1987) viết chung
- Mấy vấn đề phương pháp tìm hiểu, phân tích thơ Hồ Chí Minh (1987)
- Văn học Việt Nam 1945–1975, 2 tập (chủ biên, 1988–1990)
- Nguyên Hồng, con người và sự nghiệp (1988)
- Chân dung văn học, tập I (1990)
- Văn và dạy học văn (1993)
- Văn thơ Nguyễn Ái Quốc Hồ Chí Minh (1994)
- Con đường đi vào thế giới nghệ thuật của nhà văn (1994)
- Một thời đại mới trong văn học (1996)
- Nguyên Hồng - nhà văn của những người cùng khổ (2005)
- Hồi ký Nguyễn Đăng Mạnh (2008)
- Người và nghề (2010)
- Văn học Việt Nam hiện đại: những gương mặt tiêu biểu (2012)

## Nhận xét
Báo Vietnamnet cho là: "GS Nguyễn Đăng Mạnh là một trong số những nhà nghiên cứu, nhà phê bình văn học hàng đầu trong lịch sử nghiên cứu, phê bình văn học Việt Nam thời ta
. Nhà nghiên cứu Nguyễn Đăng Mạnh đã góp phần đặt nền móng lý thuyết và thực hành phương pháp luận nghiên cứu tác gia văn học ở Việt Nam, góp phần phát hiện và làm nổi bật giá trị thẩm mỹ của nhiều tác giả văn học Việt Nam hiện đại trong đó có Nam Cao, Nguyễn Tuân, Nguyên Hồng..."

## Danh hiệu, Giải thưởng
Trong suốt sự nghiệp giáo dục và nghiên cứu, Giáo sư Nguyễn Đăng Mạnh đã xuất bản 12 tác phẩm lý luận phê bình văn học. Ông được phong làm Phó giáo sư năm 1984, Giáo sư năm 1991, danh hiệu Nhà giáo Ưu tú năm 1990, Nhà giáo Nhân dân 2002; được tặng thưởng Huân chương Kháng chiến hạng Nhất năm 1986, Huân chương Lao động hạng Nhì năm 1998, Giải thưởng của Hội Nhà văn Việt Nam (lần một năm 1985, lần hai năm 2001) và Giải thưởng Nhà nước năm 2000